# Frederik de Jonquières (overpræsident)
 Der er flere personer med dette navn, se Frederik de Jonquières (diplomat).
Frederik Lindam Godefroi de Dompierre de Jonquières (6. oktober 1854 i København – 30. april 1925 smst) var en dansk embedsmand, far til Henrik de Jonquières.
Han var søn af Godefroi Chrétien de Dompierre de Jonquières og hustru født Lindam. Han blev student fra Metropolitanskolen 1872, cand.jur. 1878, assistent i Overformynderiet 1879, gjorde fra 1881 tjeneste i Indenrigsministeriet og blev 1894 departementschef. 1898-1909 var han stiftamtmand over Fyns Stift, 1909-11 over Sjællands Stift, fra 1911-1924 Overpræsident i København.
Jonquières var medlem af Patentlovkommissionen 1889-90, af Næringslovkommissionen 1890-93 og af Frederiksberg Kommunalbestyrelse 1892-94, formand for Komiteen for Danmarks deltagelse i Kunst- og Industriudstillingen i Stockholm 1897. Opmand i den svensk-norske Rengrænsningssag 1910-19. Fra 1912 formand for Julemærkekomiteen, 1919-20 var han formand for Foreningen Norden.
Han blev Storkors af Dannebrogordenen 1922 og Dannebrogsmand 1897.